# سیارک ۶۶۷۱
سیارک ۶۶۷۱ (به انگلیسی: 6671 Concari، نامگذاری:1994NC1)۶۶۷۱مین سیارک کشف شده‌است که در ۰۵ ژوئیه ۱۹۹۴ کشف شد.
قدر مطلق سیارک برابر ۴۴.۶ است.